# My Story (álbum de Ayumi Hamasaki)
My Story é o sexto álbum de estúdio da cantora japonesa Ayumi Hamasaki lançado no dia 15 de dezembro de 2004 pela Avex Trax. O álbum foi lançado em dois formatos diferentes, versão CD e versão CD+DVD. O álbum continha os três singles lançados por ela em 2004; "Moments", "Inspire" e "Carols". Todas as letras do álbum foram escritas pela Ayumi e três das faixas, "Wonderland", "Walking Proud" e "Humming 7/4", foram compostas por ela, sob o pseudônimo "CREA". 
No início do seu lançamento, o álbum possuía quatro capas limitadas diferentes. Para promover o álbum foi realizada  a turnê Ayumi Hamasaki Arena Tour 2005 A: My Story que foi agendada entre o período de Janeiro a Abril de 2005, durante essa turnê "MY STORY" foi relançado em mais dois formatos; SACD e DVD-Audio. 

## Faixas
Todas as faixas escritas e compostas por Ayumi Hamasaki. 
| CD             |                        |                  |         |  |
| N.º            | Título                 | Música           | Duração |  |
| 1.             | "Catcher In the Light" | CMJK             | 2:43    |  |
| 2.             | "About You"            | Kazuhito Kikuchi | 3:58    |  |
| 3.             | "Game"                 | BOUNCEBACK       | 4:15    |  |
| 4.             | "My Name's Women"      | BOUNCEBACK       | 5:40    |  |
| 5.             | "Wonderland"           | CREA             | 1:33    |  |
| 6.             | "Liar"                 | Raita Ikemoto    | 4:58    |  |
| 7.             | "Hope or Pain"         | Tetsuya Yukumi   | 4:21    |  |
| 8.             | "Happy Ending"         | Tetsuya Yukumi   | 4:43    |  |
| 9.             | "Moments"              | Tetsuya Yukumi   | 5:33    |  |
| 10.            | "Walking proud"        | Tetsuya Yukumi   | 5:16    |  |
| 11.            | "Carols"               | Tetsuya Yukumi   | 5:31    |  |
| 12.            | "Kaleidoscope"         | HΛL              | 1:49    |  |
| 13.            | "Inspire"              | Tetsuya Yukumi   | 4:35    |  |
| 14.            | "Honey"                | BOUNCEBACK       | 5:12    |  |
| 15.            | "Replace"              | Kazuhito Kikuchi | 5:07    |  |
| 16.            | "Winding Road"         | CREA             | 5:05    |  |
| 17.            | "Humming 7/4"          | CREA             | 4:25    |  |
| Duração total: | Duração total:         | Duração total:   | 74:18   |  |

| DVD            |                              |         |  |
| N.º            | Título                       | Duração |  |
| 1.             | "Moments (Vídeo Clip)"       | 5:38    |  |
| 2.             | "Inspire (Vídeo Clip)"       | 5:37    |  |
| 3.             | "Game (Vídeo Clip)"          | 4:23    |  |
| 4.             | "Carols (Vídeo Clip)"        | 6:15    |  |
| 5.             | "About You (Vídeo Clip)"     | 4:02    |  |
| 6.             | "Walking Proud (Vídeo Clip)" | 5:41    |  |
| 7.             | "Humming 7/4 (Vídeo Clip)"   | 4:40    |  |
| 8.             | "Moments (Making Off-Shot)"  | 5:33    |  |
| 9.             | "Inspire (Making Off-Shot)"  | 5:01    |  |
| 10.            | "Game (Making Off-Shot)"     | 4:19    |  |
| 11.            | "Carols (Making Off-Shot)"   | 5:49    |  |
| Duração total: | Duração total:               | 56:58   |  |

## My Story Classical
My Story Classical é uma compilação das músicas do álbum My Story em versões de música clássica, a maioria das músicas foram gravadas com a Orquestra Lamoureux da França

## Datas de lançamento
| País          | Data                   |
| ------------- | ---------------------- |
| Japão         | 15 de dezembro de 2004 |
| Taiwan        | 17 de dezembro de 2004 |
| Hong Kong     | 30 de dezembro de 2004 |
| China         | 6 de fevereiro de 2005 |
| Coréia do Sul | 4 de agosto de 2005    |